# Rob Huebel

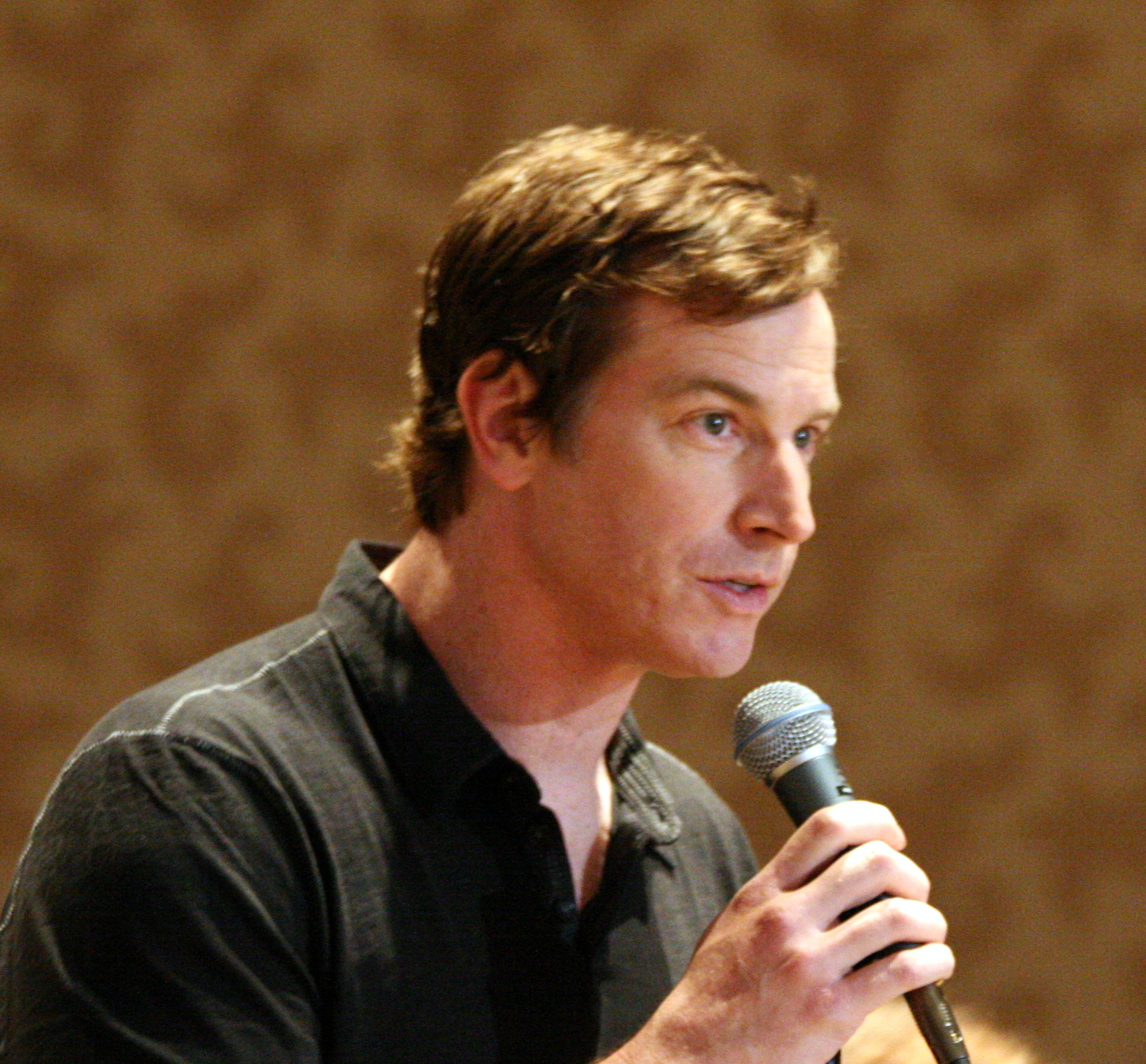
Rob Huebel auf der Comic-Con 2012

Robert Anderson „Rob“ Huebel (* 4. Juni 1969 in Alexandria, Virginia) ist ein US-amerikanischer Schauspieler, Comedian und Autor.

## Leben
Rob Huebel wurde als zweiter von drei Söhnen des Flugzeugpiloten Jared Huebel und Luisa geboren. In Annandale besuchte er zunächst die Annandale High School, danach die Clemson University in South Carolina, wo er Marketing studierte, um seiner Kreativität und seinem Humor im Bereich Werbung Ausdruck verleihen zu können. Später zog er nach New York, um in der Werbebranche Fuß zu fassen, fand sich aber bald im Upright Citizens Brigade Theater wieder, wo er sich mehrere Jahre mit Improvisationstheater und Comedy beschäftigte. Seinen Durchbruch im Fernsehen hatte Huebel 2007 mit der MTV Sketch-Comedyshow Human Giant als Drehbuchautor und Darsteller an der Seite von Aziz Ansari und Paul Scheer.
Huebel ist mit der Schauspielerin und Fernsehmoderatorin Holly Hannula verheiratet; gemeinsam haben sie eine Tochter, Holden (* 2016).

## Filmografie (Auswahl)
- 2004: Blackballed: The Bobby Dukes Story
- 2007: Norbit
- 2007: Human Giant (Fernsehserie, 21 Folgen)
- 2008–2016: Childrens Hospital (Fernsehserie, 79 Folgen)
- 2009: Der Love Guru (The Love Guru)
- 2009: Trauzeuge gesucht! (I Love You, Man)
- 2010: Die etwas anderen Cops (The Other Guys)
- 2010: So spielt das Leben (Life as We Know It)
- 2010: Meine Frau, unsere Kinder und ich (Little Fockers)
- 2011: Flypaper – Wer überfällt hier wen? (Flypaper)
- 2011: The Descendants – Familie und andere Angelegenheiten (The Descendants)
- 2012: Celeste & Jesse (Celeste & Jesse Forever)
- 2012: How I Met Your Mother (Fernsehserie, eine Folge)
- 2012: Was passiert, wenn’s passiert ist (What to Expect When You’re Expecting)
- 2012: Auf der Suche nach einem Freund fürs Ende der Welt (Seeking a Friend for the End of the World)
- 2013: Hell Baby
- 2013: Dschungelcamp – Welcome to the Jungle (Welcome To The Jungle)
- 2013: Rapture-Palooza
- 2014: Reine Männersache (Date and Switch)
- 2014: Kill the Boss 2 (Horrible Bosses 2)
- 2014–2019: Transparent (Fernsehserie, 29 Folgen)
- 2015: Secret Agency – Barely Lethal (Barely Lethal)
- 2017: Izzy Gets the F*ck Across Town
- 2017: Baywatch
- 2017: How to Be a Latin Lover
- seit 2018: Die Goldbergs (The Goldbergs, Fernsehserie)
- 2020: Zerplatzt (Spontaneous)
- 2021: How It Ends
- 2023: All Happy Families